# Filipe Nascimento
Filipe Guterres Nascimento (Loures, 7 gennaio 1995) è un calciatore portoghese, centrocampista dell'Al-Ittihad Alessandria.

## Carriera

### Club
Cresciuto nel settore giovanile del Benfica, il 17 giugno 2014 passa all'Académico de Viseu. Il 17 giugno 2016 firma un triennale con il CFR Cluj; dopo due stagioni trascorse con i Feroviarii, il 7 luglio 2017 viene acquistato per 800.000 euro dalla Dinamo Bucarest. Il 29 gennaio 2018 si trasferisce al Levski Sofia, legandosi al club bulgaro fino al 2020.

### Nazionale
Ha giocato nelle nazionali giovanili portoghesi Under-16, Under-17 ed Under-18.

## Statistiche

### Presenze e reti nei club
Statistiche aggiornate al 18 marzo 2018.
| Stagione        | Squadra            | Campionato      | Campionato | Campionato | Coppe nazionali | Coppe nazionali | Coppe nazionali | Coppe continentali | Coppe continentali | Coppe continentali | Altre coppe | Altre coppe | Altre coppe | Totale | Totale | Totale |
| Stagione        | Squadra            | Comp            | Pres       | Reti       | Comp            | Pres            | Reti            | Comp               | Pres               | Reti               | Comp        | Pres        | Reti        | Pres   | Reti   |        |
| --------------- | ------------------ | --------------- | ---------- | ---------- | --------------- | --------------- | --------------- | ------------------ | ------------------ | ------------------ | ----------- | ----------- | ----------- | ------ | ------ | ------ |
| 2014-2015       | Académico de Viseu | SL              | 14         | 1          | TdP+TdL         | 0+3             | 0               | -                  | -                  | -                  | -           | -           | -           | 17     | 1      |        |
| 2015-2016       | CFR Cluj           | L1              | 10+6       | 1          | CR+CdL          | 5+1             | 0               | -                  | -                  | -                  | -           | -           | -           | 22     | 1      |        |
| 2016-2017       | CFR Cluj           | L1              | 17+8       | 6          | CR+CdL          | 2+2             | 0               | -                  | -                  | -                  | -           | -           | -           | 29     | 6      |        |
| Totale CFR Cluj | Totale CFR Cluj    | Totale CFR Cluj | 41         | 7          |                 | 10              | 0               |                    | -                  | -                  |             | -           | -           | 51     | 7      |        |
| 2017-gen. 2018  | Dinamo Bucarest    | L1              | 16         | 2          | CR              | 1               | 0               | UEL                | 2                  | 0                  | -           | -           | -           | 19     | 2      |        |
| gen.-giu. 2018  | Levski Sofia       | A-PFG           | 5          | 0          | CB              | -               | -               | UEL                | -                  | -                  | -           | -           | -           | 5      | 0      |        |
| Totale carriera | Totale carriera    | Totale carriera | 76         | 10         |                 | 14              | 0               |                    | 2                  | 0                  |             | -           | -           | 92     | 10     |        |

## Palmarès

### Club

#### Competizioni nazionali
- Coppa di Romania: 1

CFR Cluj: 2015-2016